# Hexatoma (Eriocera) grahami
Hexatoma (Eriocera) grahami is een tweevleugelige uit de familie steltmuggen (Limoniidae). De soort komt voor in het Palearctisch gebied.